# Palawanomys furvus
Palawanomys furvus és una espècie de mamífer rosegador de la família dels múrids. És endèmica de l'illa de Palawan (Filipines), on viu a altituds d'aproximadament 1.370 msnm. El seu hàbitat natural són els boscos montans. És una espècie en risc mínim, és a dir, no sembla que hi hagi cap amenaça significativa per a la seva supervivència. El seu nom específic, furvus, significa ‘fosca’ en llatí.